# Alexis Borges
Alexis Hernández Borges (* 6. Oktober 1991 in Havanna) ist ein kubanisch-stämmiger Handballspieler, der seit 2017 auch die portugiesische Staatsbürgerschaft besitzt. Der 1,96 m große Kreisläufer steht im Aufgebot der portugiesischen Nationalmannschaft und spielt seit 2021 für den portugiesischen Verein Benfica Lissabon.

## Karriere

### Verein
Alexis Borges spielte in seiner kubanischen Heimat für den FC Villa Clara aus der Provinz Villa Clara. 2013 wechselte er zum portugiesischen Verein FC Porto, mit dem er 2014 und 2015 die Meisterschaft sowie 2014 den Supercup gewann. Für die Saison 2017/18 wurde er an den spanischen Rekordmeister FC Barcelona ausgeliehen, mit dem er die Supercopa Asobal, die Copa ASOBAL, die Copa del Rey, die Liga ASOBAL und den Super Globe gewann. Anschließend kehrte er nach Porto zurück, wo er den Pokal und erneut die Meisterschaft erringen konnte. Zur Saison 2020/21 unterschrieb er einen Drei-Jahres-Vertrag beim französischen Rekordmeister Montpellier Handball; nach nur einer Spielzeit schloss er sich Benfica Lissabon an. Mit Benfica gewann er die EHF European League 2021/22. Anschließend wurde er an den vom portugiesischen Nationaltrainer Paulo Pereira betreuten kuwaitischen Klub al Kuwait SC ausgeliehen, mit dem er die asiatische Champions League 2022 gewann. Wieder bei Benfica gewann er 2022 den portugiesischen Supercup.

### Nationalmannschaft
Am 25. Oktober 2017 debütierte Alexis Borges für die portugiesische Nationalmannschaft beim 29:24-Sieg gegen Rumänien. Für Portugals Auswahl bestritt der Kreisläufer 65 Länderspiele, in denen er 110 Tore erzielte. Er stand im Aufgebot bei der Europameisterschaft 2020, den Olympischen Spielen 2020 und der Weltmeisterschaft 2021.

### Erfolge
- mit dem FC Porto
  - Portugiesischer Meister: 2014, 2015 und 2019
  - Portugiesischer Pokalsieger: 2019
  - Portugiesischer Supercupsieger: 2014, 2022
- mit dem FC Barcelona
  - Spanischer Meister: 2018
  - Spanischer Pokalsieger: 2018
  - Spanischer Königspokalsieger: 2018
  - Spanischer Supercupsieger: 2017
  - Katalanischer Supercupsieger: 2017/18
  - Super Globe: 2017
- mit Benfica Lissabon
  - EHF European League 2022
- mit al Kuwait SC
  - AHF Champions League 2022
- mit der portugiesischen Nationalmannschaft
  - Olympische Spiele: 9. Platz 2020
  - Weltmeisterschaft: 10. Platz 2021
  - Europameisterschaft: 6. Platz 2020